# Каховская оросительная система
Каховская оросительная система — одна из двух крупнейших мелиоративных систем, созданных СССР в регионах Северного Причерноморья с использованием днепровской воды, наряду с Северокрымским каналом. Источник её питания — Каховское водохранилище, из которого вода поступает в Каховский магистральный канал, имеющий 4 крупных действующих ответвления. В стадии строительства и/или проектировки находятся ещё несколько, в том числе канал до города Геническа. Охватывает территорию Херсонской и Запорожской областей.

## История
В 1951 году началось строительство Каховской ГЭС. До создания плотины и Каховского водохранилища на Херсонщине рассматривалось 6 вариантов размещения ГЭС: Ингулецкий, Днепрянский, Нижнекаховский, Верхнекаховский, Любимовский и Горностаевский. В  итоге был избран Нижнекаховский, так как левый берег ниже. В 1951 году была выпущена марка Почты СССР, посвященная Южно-Украинскому каналу (в серии Великие стройки коммунизма). Как результат водой были обеспечены Крым, Херсонщина и приазовское Запорожье. Строительство началось в 1967 году. Первый 38-километровый отрезок магистрального канала введён в эксплуатацию в 1973 году, а в 1979 заработали три подсистемы: Каховская, Приазовская и Серогозская.

## Устройство
Головная насосная станция Каховской оросительной системы имеет вытянутую прямоугольную форму длиной 138 и шириной 34 м. 12 агрегатов расставлены в один ряд в машинном зале с шагом 9 м. Сам машинный зал при этом ориентирован на Каховское водохранилище, а со стороны напорных трубопроводов к нему примыкает двухэтажный вспомогательный блок. Лестничные клетки и шахты грузопассажирских лифтов, обеспечивающие связь этажей подземной и наземной частей здания, расположены в торцах здания. Рельеф территории, орошаемой системой довольно сложен, а потому Каховская оросительная система включает в себя и другие крупные насосные станции, источником воды для которых она же сама и является. Характерной чертой сооружения является также и то, что многие гидротехнические узлы расположены в глубоких выемках, а здания насосных станций видны лишь с ближнего расстояния.
Проектная производительность насосного оборудования 530 м³/с, то есть весь расход воды в нижнем течении русла Днепра; фактическая установленная — 360 м³/с, ширина до 100 метров, глубина до 18 м. Канал облицован бетонными плитами поверх грунтово-плёночного экрана.
Водой канала снабжаются четыре оросительные подсистемы:
- Каховская
- Приазовская
- Серогозская
- Чаплынская.

## Значение

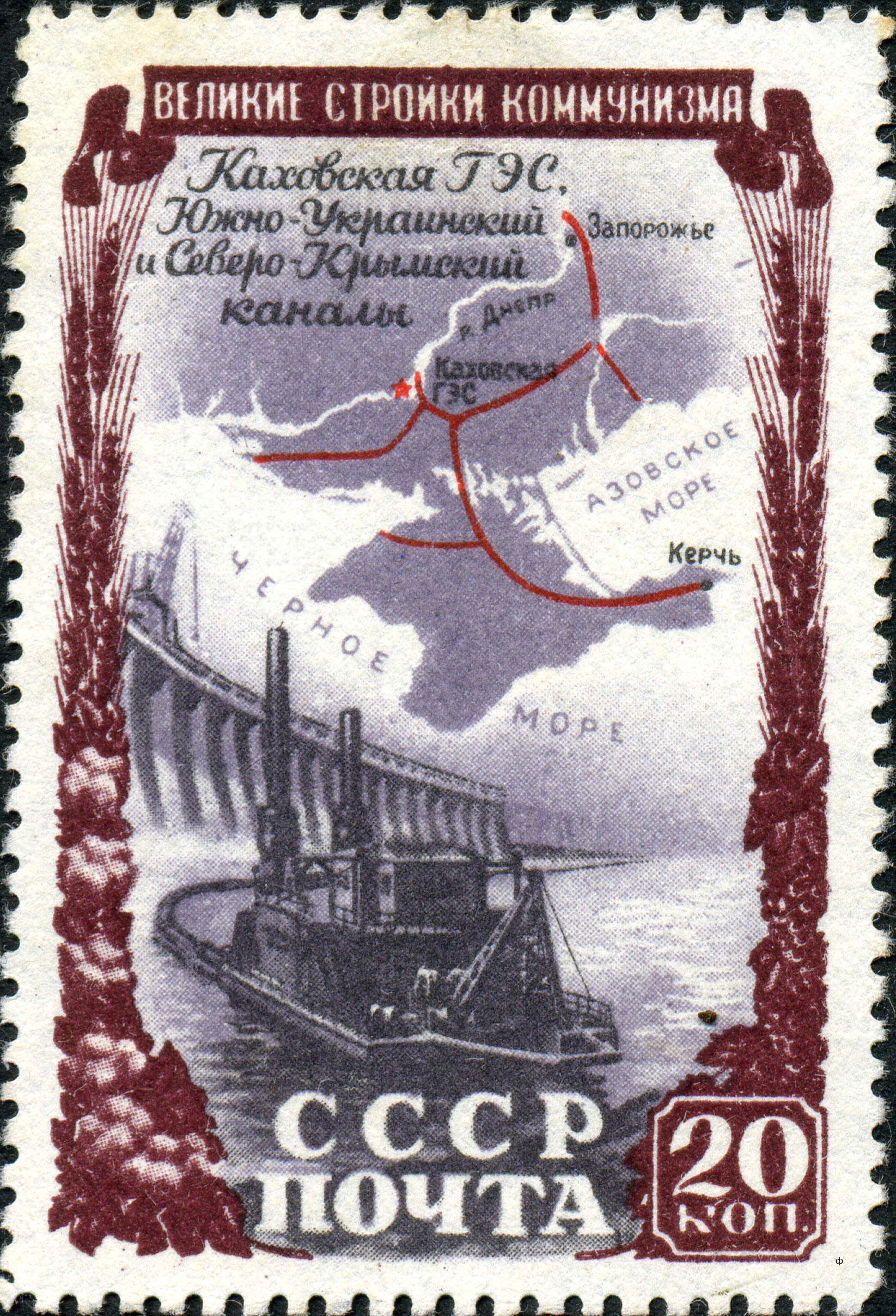
Марка Почты СССР, 1951 год

По состоянию на 2010 год, система орошала 330 тыс. га сельхозугодий. Максимальный потенциал — 780 тыс. га.

### В Филателии
В 1951 году была выпущена марка Почты СССР, посвященная проектировавшимся Южно-Украинским каналам, которые включали в себя в том числе и Каховскую оросительную систему (в серии Великие стройки коммунизма).